# Митьяна
Митьяна (англ. Mityana) — город на юге Уганды, на территории Центральной области. Административный центр одноимённого округа.

## Географическое положение
Город находится в центральной части области, к востоку от озера Вамала, на расстоянии приблизительно 50 километров к западу от столицы страны Кампалы. Абсолютная высота — 1217 метров над уровнем моря.

## Население
По данным официальной переписи 2002 года, население составляло 34 623 человек.
Динамика численности населения города по годам:
| 1969  | 1982  | 1991   | 2002   | 2013   |
| ----- | ----- | ------ | ------ | ------ |
| 2 263 | 2 547 | 22 579 | 34 623 | 55 726 |

## Транспорт
Ближайший аэропорт расположен в городе Кампала.